# Automatic acoustic management
Automatic Acoustic Management, kurz AAM, ist eine Technik, die eine Anpassung des Geräuschniveaus eines Festplattenlaufwerks ermöglicht.

## Überblick
Dabei wird die Lese-Schreibkopf-Mechanik entweder schneller und damit lauter oder – nach Umkehrschluss – geräuschärmer und langsamer positioniert. Damit beschränkt sich AAM auf das Zugriffsgeräusch, ohne Einfluss auf die Leerlaufakustik zu haben. Die Einstellung erfolgt durch spezielle Software in der Festplatte selbst und bleibt bis zur nächsten Änderung dauerhaft bestehen. Häufig lässt sich bereits mit einem geringen Leistungsverlust eine deutliche Geräuschminderung erzielen.
AAM wurde 2002 mit dem ATA-6-Standard als optionales Merkmal eingeführt. Einige aktuelle Modelle verzichten aus Kostengründen oder rechtlichen Gründen darauf. Bestimmte für AAM relevante Techniken sind durch Patente der Firmen Convolve (US 6314473) und Seagate (US 6704159) geschützt.
AAM wurde im ATA ACS-2 Standard (T13/2015-D) Revision 4a vom Dezember 2010 für obsolet erklärt.